# Fayalite
La fayalite è un minerale con composizione chimica Fe2SiO4; complementare rispetto alla forsterite se ci si basa sulla quantità di ferro-magnesio. Infatti la fayalite è l'estremo della serie contenente ferro; mentre la forsterite è l'estremo contenente magnesio. Fa parte del gruppo delle olivine.

## Morfologia
Insieme alla forsterite cristallizza con la modalità prevista in natura da un sistema binario con cristalli misti, completamente miscibili anche in fase solida. La composizione dei cristalli misti (Fo-Fa) varia senza soluzione di continuità se il sistema si raffredda lentamente, nel caso contrario si formeranno zonature nei cristalli.

È difficile trovare la fayalite pura al 100%.

## Origine e giacitura
È un minerale di alta temperatura del gruppo delle olivine. Si trova nelle rocce vulcaniche effusive (basalti, hawaiti) e in quelle ultramafiche (peridotiti, duniti).